# Ленинский уезд (Московская губерния)
Ле́нинский уе́зд — административно-территориальная единица Московской губернии, существовавшая в 1921—1929 годах. Уездный город — Ленинск.

## История
15 августа 1921 года, «в ответ на ходатайства населения» прилегающих к Ленинску (бывш. Талдому) и экономически связанных с ним производством обуви волостей, постановлением ВЦИКа образован новый, Ленинский, уезд в составе Московской губернии с центром в городе Ленинск. Новый уезд включил в себя
3 волости Дмитровского уезда Московской губернии, 1 волость Переславского уезда Владимирской губернии, а также 6 волостей Калязинского уезда Тверской губернии.
В состав Ленинского уезда вошли волости: Белгородская (до реки Хотчи), Гарская, Зайцевская, Ленинская, Михайловская, Ново-Семенковская, Озерская, Раменская, Семёновская, Стариковская. Вскоре Белгородская и Ново-Семенковская волости были объединены в Гражданскую волость, из Александровского уезда в Ленинский была передана Нушпольская волость. 22 июня 1922 года в связи с ликвидацией Калязинского уезда Тверской губернии в состав Ленинского уезда включены Нагорская волость и северная часть Белгородской волости.
31 марта 1924 года были упразднены Михайловская, Нушпольская (при этом селения Аймусово, Акишево, Батулино, Бурцево, Васьково, Волково,Головково, Гуслево, Княщево, Кушки, Марьино, Мужево, Никулино, Нушполы, Павловичево, Петрино, Петрино, Резвячино, Садилово, Семёновское, Сосково, Стариково, Старково, Сущево, Федотово и Фатеево были переданы в Гарскую волость, а Ельцино, Есаулово,Жуково, Каменево, Кунилово, Леоново, Лютиково, Медведково,Припущаево и Солонишники — в Ленинскую волость) и Стариковская (территория передана в Ленинскую волость) волости.
Постановлением президиума ВЦИК от 14 января 1929 года Московская губерния и все её уезды были упразднены, большая часть территории уезда вошла в состав Ленинского района Кимрского округа Центрально-Промышленной области (с 3 июня 1929 года — Московская область).

## Население
По итогам всесоюзной переписи населения 1926 года население уезда составило 75 238 человек, из них городское — 8582 человек.